# Hugo Philtjens
Hugo Hubert Maurice Philtjens (Hasselt, 17 juni 1949) is een Belgisch politicus van Open Vld.

## Levensloop
Van beroep werd Philtjens ambtenaar.
In oktober 1982 werd hij voor de toenmalige PVV verkozen tot gemeenteraadslid van Kortessem. Tevens was hij er van 1989 tot 2012 burgemeester. Hij was ook provincieraadslid van Limburg van 1991 tot 1999.
Tevens was hij lid van de Kamer van volksvertegenwoordigers van 1999 tot 2003 als vervanger van toenmalig Vlaams minister-president Patrick Dewael (van 1999 tot 2001) en later van Marilou Vanden Poel-Welkenhuysen (van 2001 tot 2003). Na de derde rechtstreekse Vlaamse verkiezingen van 13 juni 2004 kwam hij begin juli 2004 voor de kieskring Limburg in het Vlaams Parlement terecht als opvolger van Patrick Dewael, die aan zijn mandaat verzaakte. Hij bleef Vlaams volksvertegenwoordiger tot juni 2009. Als Vlaams Parlementslid was Philtjens van 2004 tot 2005 lid van de commissie Openbare Werken, Mobiliteit en Energie en zetelde hij van 2005 tot 2009 in de commissie Wonen, Stedelijk Beleid, Inburgering en Gelijke Kansen.
In 2007 werd hij tijdelijk vervangen als burgemeester door eerste schepen Willy Claes (sp.a) na hartklachten en nadat zijn gemeenteraadszitje was afgenomen door de Vlaamse Controlecommissie voor de Verkiezingsuitgaven wegens het financieren van een uitzending op TV Limburg tijdens de sperperiode. Hierbij kwamen ook zijn zoon en vrouw in opspraak na het maken van dreigtelefoontjes naar commissielid Veerle Heeren (CD&V). Philtjens ging tegen zijn schorsing als gemeenteraadslid in beroep bij de Raad van State. Deze vernietigde in juni 2007 het besluit van de Vlaamse Controlecommissie voor de Verkiezingsuitgaven en maakte de schorsing ongedaan, zodat Philtjens zijn functie van burgemeester terug kon uitoefenen.
Begin 2013 werd hij als burgemeester opgevolgd door Tom Thijsen (CD&V) die een coalitie had gesloten met de N-VA. Hugo Philtjens bleef gemeenteraadslid van Kortessem tot 31 december 2024. Bij de gemeenteraadsverkiezingen van oktober 2024 werd Hugo Philtjens verkozen als gemeenteraadslid voor de nieuwe fusiegemeente Hasselt, waarvan Kortessem vanaf 1 januari 2025 deel uitmaakt.
Op voordracht van de gemeenteraad van Kortessem verkreeg Hugo Philtjens in september 2024 de titel van ereburgemeester.
Hij is gehuwd en heeft twee zonen. Zijn zoon Igor Philtjens is eveneens politiek actief.